# 산운초등학교
산운초등학교는 대한민국 경기도 성남시 분당구에 있는 공립 초등학교이다.

## 학교 연혁
- 2009년 3월 1일 : 개교
- 2009년 3월 1일 : 제1대 기옥도 교장 취임
- 2017년 3월 1일 : 제3대 임화윤 교장 취임
- 2019년 1월 10일 : 제10회 졸업식(졸업생 95명)
- 2019년 3월 1일 : 27학급 편성(특수 1학급 포함)
- 2021년 3월 1일 : 제4대 최창훈 교장 취임